# Sovětice
Sovětice település Csehországban, a Hradec Králové-i járásban. Sovětice Čistěves, Benátky, Mžany, Hněvčeves, Sadová, Stračov, Rašín és Jeřice településekkel határos. Lakosainak száma 229 fő (2024. január 1.).

## Népesség
A település lakosságának változását az alábbi diagram mutatja:
| Lakosok száma | 492  | 445  | 423  | 284  | 218  | 192  | 219  | 222  | 234  | 229  |
|               | 1869 | 1890 | 1921 | 1950 | 1980 | 2001 | 2017 | 2019 | 2022 | 2024 |